# Der Hund von Baskerville (1988)
Der Hund von Baskerville aus dem Jahr 1988 ist einer der fünf Filme, die im Rahmen der Fernsehserie Sherlock Holmes mit Jeremy Brett als Sherlock Holmes zwischen 1987 und 1993 produziert wurden.
Es handelt sich um eine Literaturverfilmung des gleichnamigen Romans von Arthur Conan Doyle. Produziert wurde der Film von Granada Television. Regie führte Brian Mills. Als Hauptdarsteller agieren neben Jeremy Brett, Edward Hardwicke als Dr. Watson und Kristoffer Tabori als Sir Henry Baskerville.

## Handlung
Siehe Hauptartikel: Der Hund von Baskerville

## Unterschiede zum Buch
- Sir Henry stammt aus Kanada und nicht aus den USA
- Dr Mortimer ist beim Showdown mit dem Hund nicht anwesend; an seiner Stelle ist im Roman Inspector Lestrade
- Dr Mortimer ist nicht anwesend, als Watson Holmes auf dem Moor ausfindig macht
- Selden wurde nicht am Gehirn operiert wie in diesem Film

## Budget
Das Budget des Films litt deutlich darunter, dass man für die vorigen Filme der Serie Silverblaze und The Devil’s Foot zu viel ausgegeben hatte. "Der Hund von Baskerville" wurde so mit einem viel niedrigeren Budget gedreht, was den Produzenten Michael Cox später dazu veranlasste zu sagen, dass er es nun bereue, ausgerechnet beim "Hund" gespart zu haben und so nicht den "Hund ihrer Wünsche" gemacht zu haben.

## DVD
Der Film erschien 2004 bei Polyband als Einzel-DVD in der Reihe Die Sherlock Holmes Edition, die auch die vier weiteren Langfilme der Granada-Serie enthalten. Als Extra ist ein Audiokommentar des Sherlock-Holmes-Forschers Michael Ross verfügbar.